# Хаупт I фон Папенхайм
Хаупт I (Хаупто) фон Папенхайм (на немски: Haupt I (Haupto) von Pappenheim; * пр. 1340; † 1409 или сл. 1412) е благородник от фамилията Папенхайм в Бавария и „пфлегер“ (управител) на Донаувьорт и Инголщат.
Той е син на Хайнрих V фон Папенхайм († ок. 22 февруари 1387) и съпругата му Елизабет фон Елербах († сл. 1380), дъщеря на Буркхард фон Елербах.

## Фамилия
Хаупт I фон Папенхайм се жени ок. 1360 г. за Агнес фон Вайнсберг (* 1360; † 1405), дъщеря на Енгелхард VII фон Вайнсберг († 1377) и Хедвиг фон Ербах-Ербах († сл. 1345). Те имат децата:
- Хаупт II фон Папенхайм (* 1380; † 1438 или 1439), женен I. пр. 16 август 1401 г. за Корона фон Ротенщайн (* 1393; † 1412/1419), II. между октомври 1414 и 6 февруари 1433.г. за Барбара фон Рехберг († 22 февруари 1460)
- Хайнрих фон Папенхайм († 1407), женен за Анна фон Прайзинг († 1417)
- Зигмунд фон Папенхайм (* 1402; † 1425/1436), женен за Катарина фон Шпарнек, няма деца.